# 魚尾角
78°57′S 162°36′E / 78.950°S 162.600°E
魚尾角（英語：Fishtail Point），是南極洲的海岬，位於維多利亞地的希拉里海岸，處於斯凱爾頓冰川終點東面的舒爾茨半島南端，由新西蘭探險隊測量和命名，現時由南極條約體系管理。

## 外部連結
. . United States Geological Survey.   [2012-03-24].